# كينجي تاكاقي
كينجي تاكاقي (باليابانية: 高木 健旨) (13 مايو 1976 في كيوتو في اليابان – )؛ هو لاعب كرة قدم ياباني سابق كان يلعب كلاعب وسط.

## وصلات خارجية
- كينجي تاكاقي على موقع رابطة كرة القدم اليابانية للمحترفين (اليابانية)